# Liste der Staatsoberhäupter von Haiti
Diese Liste zeigt die Staatsoberhäupter von Haiti von 1804 bis heute.
| Staatsoberhaupt                                           | Amtsantritt        | Amtsende           | Anmerkungen |
| --------------------------------------------------------- | ------------------ | ------------------ | --- |
| Jean-Jacques Dessalines                                   | 1. Januar 1804     | 17. Oktober 1806   | Erstes Staatsoberhaupt Haitis nach dessen Unabhängigkeit, offiziell als Generalgouverneur, ab 22. September 1804 als Kaiser von Haiti. |
| vakant                                                    | 17. Oktober 1806   | 27. Januar 1807    | Kämpfe um die Vorherrschaft zwischen Henri Christophe und Alexandre Sabès Pétion, Abspaltung des Königreichs Nord-Haiti bis 1820. |
| Bruno Blanchet (kommissarisch)                            | 27. Januar 1807    | 10. März 1807      | Erstes Staatsoberhaupt im Amt des Präsidenten, nur im Süden Haitis. |
| Alexandre Sabès Pétion                                    | 10. März 1807      | 29. März 1818      | Nur im Süden Haitis. |
| Jean-Pierre Boyer                                         | 30. März 1818      | 13. März 1843      | Bis 26. November 1820 nur im Süden Haitis, danach Präsident des wieder vereinigten Gesamtstaates. |
| Charles Rivière-Hérard                                    | 13. März 1843      | 2. Mai 1844        | |
| Philippe Guerrier                                         | 3. Mai 1844        | 15. April 1845     | |
| Jean-Louis Pierrot                                        | 16. April 1845     | 1. März 1846       | |
| Jean-Baptiste Riché                                       | 1. März 1846       | 27. Februar 1847   | |
| Faustin Soulouque                                         | 1. März 1847       | 15. Januar 1859    | Ab 26. August 1849 als Kaiser von Haiti. |
| Fabre Geffrard                                            | 15. Januar 1859    | 13. März 1867      | |
| Nissage Saget (kommissarisch)                             | 20. März 1867      | 2. Mai 1867        | |
| Sylvain Salnave                                           | 4. Mai 1867        | 27. Dezember 1869  | |
| Nissage Saget                                             | 27. Dezember 1869  | 13. Mai 1874       | |
| Rat der Staatssekretäre                                   | 13. Mai 1874       | 14. Juni 1874      | |
| Michel Domingue                                           | 14. Juni 1874      | 15. April 1876     | |
| Pierre Théoma Boisrond-Canal                              | 23. April 1876     | 17. Juli 1879      | |
| Joseph Lamothe (kommissarisch)                            | 26. Juli 1879      | 2. Oktober 1879    | |
| Lysius Salomon                                            | 2. Oktober 1879    | 10. August 1888    | |
| Pierre Théoma Boisrond-Canal (kommissarisch)              | 10. August 1888    | 16. Oktober 1888   | |
| François Denys Légitime                                   | 16. Oktober 1888   | 22. August 1889    | |
| Monpoint Jeune (kommissarisch)                            | 23. August 1889    | 17. Oktober 1889   | |
| Florvil Hyppolite                                         | 17. Oktober 1889   | 24. März 1896      | |
| Tirésias Simon-Sam                                        | 31. März 1896      | 12. Mai 1902       | |
| Pierre Théoma Boisrond-Canal (kommissarisch)              | 26. Mai 1902       | 17. Dezember 1902  | |
| Pierre Nord Alexis                                        | 17. Dezember 1902  | 2. Dezember 1908   | |
| François C. Antoine Simon                                 | 6. Dezember 1908   | 3. August 1911     | |
| Cincinnatus Leconte                                       | 24. Juli 1911      | 8. August 1912     | |
| Tancrède Auguste                                          | 8. August 1912     | 3. Mai 1913        | |
| Michel Oreste                                             | 12. Mai 1913       | 27. Januar 1914    | |
| Oreste Zamor                                              | 8. Februar 1914    | 29. Oktober 1914   | |
| Joseph Davilmar Théodore                                  | 6. November 1914   | 22. Februar 1915   | |
| Jean Vilbrun Guillaume Sam                                | 25. Februar 1915   | 28. Juli 1915      | |
| Philippe Sudré Dartiguenave                               | 12. August 1915    | 15. Mai 1922       | |
| Louis Bornó                                               | 15. Mai 1922       | 15. Mai 1930       | |
| Louis Eugène Roy                                          | 15. Mai 1930       | 18. November 1930  | |
| Sténio Vincent                                            | 18. November 1930  | 15. Mai 1941       | |
| Élie Lescot                                               | 15. Mai 1941       | 11. Januar 1946    | |
| Franck Lavaud (Vorsitzender des Militärrats)              | 11. Januar 1946    | 16. August 1946    | |
| Dumarsais Estimé                                          | 16. August 1946    | 10. Mai 1950       | |
| Franck Lavaud (Vorsitzender der Regierungsgruppe)         | 10. Mai 1950       | 6. Dezember 1950   | |
| Paul Eugène Magloire                                      | 6. Dezember 1950   | 12. Dezember 1956  | |
| Joseph Nemours Pierre-Louis (kommissarisch)               | 12. Dezember 1956  | 4. Februar 1957    | |
| Franck Sylvain (kommissarisch)                            | 7. Februar 1957    | 1. April 1957      | |
| Léon Cantave (Chef des Generalstabes)                     | 1. April 1957      | 6. April 1957      | 1. Mal |
| Regierungsrat                                             | 6. April 1957      | 20. Mai 1957       | |
| Léon Cantave (Chef des Generalstabes)                     | 20. Mai 1957       | 25. Mai 1957       | 2. Mal |
| Daniel Fignolé (kommissarisch)                            | 25. Mai 1957       | 14. Juni 1957      | |
| Antonio Thrasybule Kebreau (Vorsitzender des Militärrats) | 14. Juni 1957      | 22. Oktober 1957   | |
| François Duvalier                                         | 22. Oktober 1957   | 21. April 1971     | |
| Jean-Claude Duvalier                                      | 21. April 1971     | 6. Februar 1986    | Sohn des Vorgängers. |
| Henri Namphy (Vorsitzender des Nationalrats)              | 6. Februar 1986    | 7. Februar 1988    | |
| Leslie Manigat                                            | 7. Februar 1988    | 20. Juni 1988      | |
| Henri Namphy                                              | 20. Juni 1988      | 17. September 1988 | |
| Prosper Avril                                             | 17. September 1988 | 10. März 1990      | |
| Hérard Abraham                                            | 10. März 1990      | 13. März 1990      | |
| Ertha Pascal-Trouillot (kommissarisch)                    | 13. März 1990      | 7. Februar 1991    | |
| Jean-Bertrand Aristide                                    | 7. Februar 1991    | 30. September 1991 | 1. Mal |
| Raoul Cédras (Führer der Militär–Junta)                   | 30. September 1991 | 8. Oktober 1991    | |
| Joseph Nérette (kommissarisch)                            | 8. Oktober 1991    | 19. Juni 1992      | |
| Marc Bazin (amtierend)                                    | 19. Juni 1992      | 15. Juni 1993      | |
| Jean-Bertrand Aristide                                    | 15. Juni 1993      | 12. Mai 1994       | 2. Mal |
| Émile Jonassaint (kommissarisch)                          | 12. Mai 1994       | 12. Oktober 1994   | |
| Jean-Bertrand Aristide                                    | 12. Oktober 1994   | 7. Februar 1996    | 3. Mal |
| René Préval                                               | 7. Februar 1996    | 7. Februar 2001    | 1. Mal |
| Jean-Bertrand Aristide                                    | 7. Februar 2001    | 29. Februar 2004   | 4. Mal |
| Boniface Alexandre (kommissarisch)                        | 29. Februar 2004   | 14. Mai 2006       | |
| René Préval                                               | 14. Mai 2006       | 14. Mai 2011       | 2. Mal |
| Michel Martelly                                           | 14. Mai 2011       | 7. Februar 2016    | Legte sein Amt verfassungsgemäß nieder, obwohl es zu diesem Zeitpunkt noch keinen gewählten Nachfolger gab. |
| Jocelerme Privert                                         | 14. Februar 2016   | 7. Februar 2017    | Vom Parlament gewählter Übergangspräsident, der ursprünglich nur bis zu einer geplanten Präsidentenwahl im April 2016 die Amtsgeschäfte führen sollte. |
| Jovenel Moïse                                             | 7. Februar 2017    | 7. Juli 2021       | Im Amt ermordet. |
| Claude Joseph (kommissarisch)                             | 7. Juli 2021       | 20. Juli 2021      | Claude Joseph war als Premierminister zurückgetreten, amtierte jedoch im Moment des Attentats auf Moïse noch, da der noch von Moïse designierte Nachfolger Ariel Henry seinen Eid noch nicht geleistet hatte. Die Opposition und der verbliebene Rumpfsenat erklären dessen Präsidenten Joseph Lambert als Präsident. |
| Ariel Henry (kommissarisch)                               | 20. Juli 2021      | 25. April 2024     | Als Premierminister de facto übergangsweise die Aufgaben des Staatsoberhaupts bis zur Wahl eines neuen Präsidenten wahrnehmend. |
| Übergangspräsidentschaftsrat                              | 25. April 2024     | 30. April 2024     | Conseil Présidentiel de Transition, gebildet auf Initiative der CARICOM zur Überwindung der Krise in Haiti seit 2018 |
| Edgard Leblanc Fils                                       | 30. April 2024     | 7. Oktober 2024    | Der Vorsitzende des Übergangsrates ist kommissarisches Staatsoberhaupt von Haiti. |
| Leslie Voltaire                                           | 7. Oktober 2024    | 7. März 2025       | Der Vorsitzende des Übergangsrates ist kommissarisches Staatsoberhaupt von Haiti. |
| Fritz Alphonse Jean                                       | 7. März 2025       | 7. August 2025     | Der Vorsitzende des Übergangsrates ist kommissarisches Staatsoberhaupt von Haiti. |
| Laurent Saint-Cyr                                         | 7. August 2025     |                    | Der Vorsitzende des Übergangsrates ist kommissarisches Staatsoberhaupt von Haiti. |